# Loch Tay
Loch Tay is een loch in de Schotse Hooglanden, meer bepaald in het district Perthshire. Het strekt zich uit vanaf het dorpje Killin aan de noordoostelijke zijde tot Kenmore aan de zuidwestkant. De rivier Tay stroomt in Kenmore uit het loch.
Loch Tay is 26,4 km lang en heeft een maximale diepte van 150 m. Aan de zuidelijke zijde, vlak bij Kenmore, ligt het Scottish Crannog Centre, een getrouwe reconstructie van een crannog. Het centrum toont hoe bewoners van de streek al voor onze tijdrekening in het water bouwden en hoe ze leefden. Er werden in het meer resten van meer dan twintig crannogs teruggevonden.
Aan de noordelijke zijde ligt Ben Lawers, 1214 m hoog en daarmee de 10e-hoogste heuvel van Groot-Brittannië. De richel telt in totaal zeven Munros.

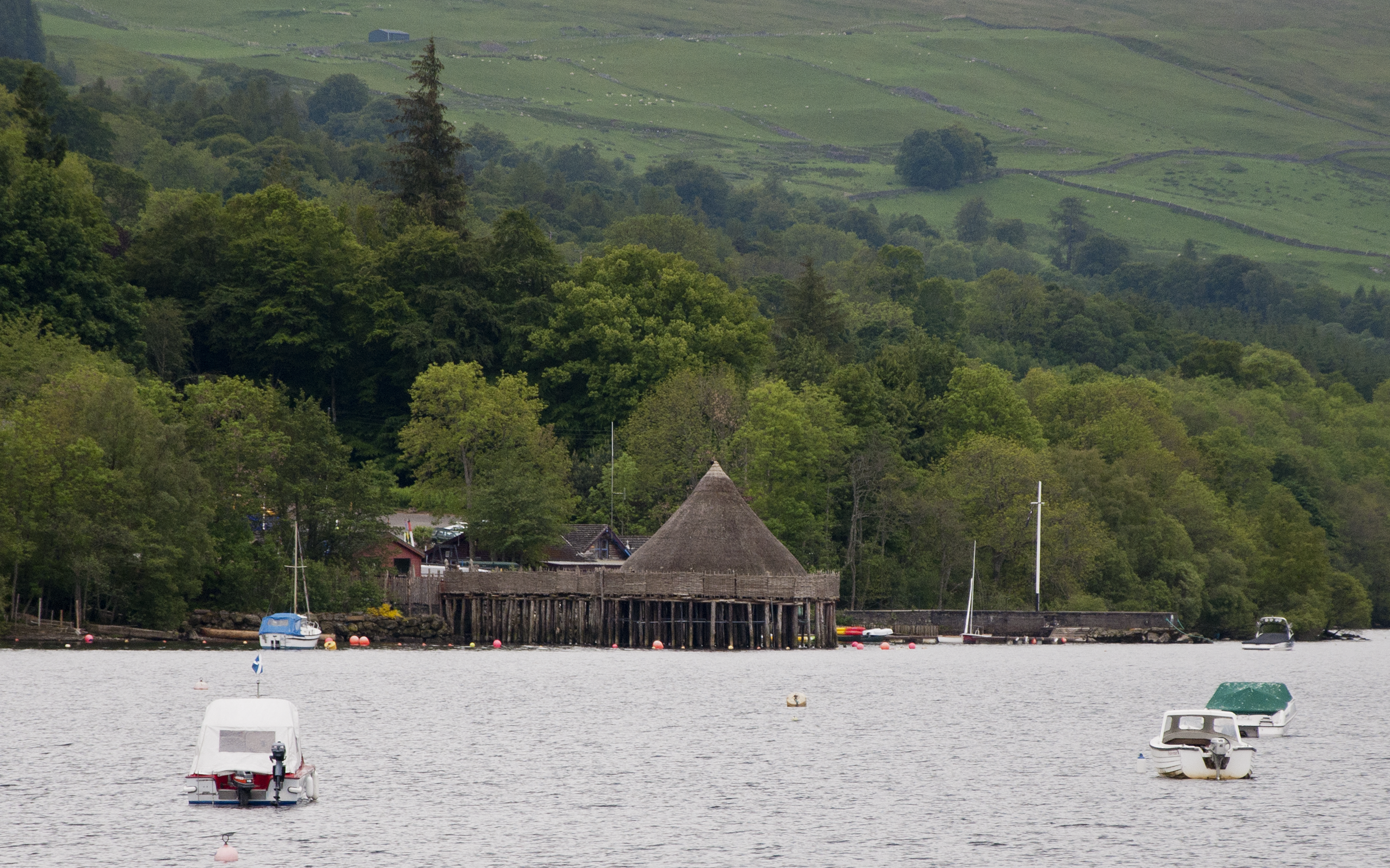
Scottish Crannog Centre